# Gottfried Rath-Zobernig
Gottfried Rath-Zobernig (* 28. September 1984 in Graz), vor seiner Eheschließung Gottfried Rath, ist ein ehemaliger österreichischer Sportler, Sportwissenschafter, Sportfunktionär und Unternehmer.

## Leben und Karriere
Gottfried Rath-Zobernig wurde 1984 in Graz geboren und wuchs in Hausmannstätten und Zettling auf. Er besuchte das BRG Petersgasse und maturierte im Jahr 2004 an der Handelsakademie Monsbergergasse. Nach der Matura studierte er Sportwissenschaften und schloss an der Karl-Franzens-Universität Graz und an der University of Haifa mit dem Doktorat sein Studium ab. Seine Dissertation trägt den Titel „Evaluation internationaler Nachwuchs Volleyball Leistungszentren“.
Von 2013 bis 2015 arbeitete er beim Steirischen Volleyball-Verband als Landessportkoordinator. Anschließend wechselte er als Sportdirektor zum Österreichischen Volleyball Verband, bis er diesen 2023 verließ. Während dieser Zeit errangen ÖVV-Volleyballer international erste Medaillen. Das Damen-Nationalteam holte zweimal European-League-Silber, die ÖVV-Herren einmal -Bronze. Zudem konnten sich die Männer für die World League qualifizieren.
Seither ist er selbständig im Sport Consulting und Sport Development tätig.

## Sportlerkarriere
Als Jugendlicher war Rath-Zobernig als Basketballer und im Hapkido aktiv. Dort erreichte er bei den Europameisterschaften dreimal den 4. Platz und bei den österreichischen Staatsmeisterschaften je einmal den 3. und 2. Platz. Anschließend wechselte er zu Volleyball und Beachvolleyball und spielte unter anderem für den UVC Graz, BVC Graz und TSV Hartberg Volleyball. Für TSV Hartberg Volleyball spielte er von 2008 bis 2011 in der Austrian Volley League und international im Challenge Cup und war danach auch als Trainer Cheftrainer für den TSV Hartberg in der Austrian Volley League und dem European Cup tätig.

## Diverses
Gottfried Rath-Zobernig ist Mitglied der „European Sports Organising Commission“ der Confédération Européenne de Volleyball. Für diese ist er auch als Supervisor bei internationalen Volleyball-Spielen tätig.
Im Zuge seines Studiums absolvierte er ein Auslandsjahr an der University of Haifa und erhielt von Franz Voves den Sportwissenschaftlichen Preis des Landes Steiermark für die beste Dissertation.
Gottfried Rath-Zobernig ist mit der Sportjournalistin Karoline Rath-Zobernig verheiratet.